# Haliszónok
A haliszónok ókori nép, Homérosz szerint Priamoszt segítették a trójai háborúban. Fővárosuk Alübé volt. Bithüniában, a paphlagóniaiak szomszédságában éltek. Pauszaniasz Periégétész szerint nevezetesek voltak arról, hogy a méheik egészen szelídek voltak, s az emberekkel közösen munkálkodtak. Sztrabón is említést tesz róluk. Nem azonosak a szkíta alaszónokkal.